# Drosophila maya
Drosophila maya är en tvåvingeart som beskrevs av Heed och O'grady 2000. Drosophila maya ingår i släktet Drosophila och familjen daggflugor. Inga underarter finns listade i Catalogue of Life.
Artens utbredningsområde är El Salvador och Honduras.